# Singhalenus
Singhalenus – rodzaj chrząszcza z rodziny sprężykowatych.
Ten azjatycki chrząszcz zamieszkuje Cejlon, Indie i Wietnam.